# Perry Como
Pierino Ronald "Perry" Como, född 18 maj 1912 i Canonsburg i Pennsylvania, död 12 maj 2001 i Jupiter Inlet Colony i Palm Beach County i Florida, var en amerikansk sångare och skådespelare. Han betraktades som en crooner ("smörsångare").
Han började arbeta som frisör som femtonåring och sjöng samtidigt med olika orkestrar. Han hade sin storhetstid som artist från andra halvan av 1940-talet till början av 1960-talet. Bland hans största skivsuccéer märks Magic Moments och Wanted. Han gick under smeknamnet Mr C. Como medverkade också i flera filmer, såsom Farliga flickor (1944) och I mitt hjärta det sjunger (1948), samt hade sin egen TV-show, The Perry Como Show åren 1948-1963.
1974 sjöng Perry Como "Christmas Dream" som är ledmotivet till filmen Täcknamn Odessa.
Han belönades med en Emmy Award 1954, 1955, 1956 och 1958 som bäste sångare/artist. 2002 tilldelades han Grammy Lifetime Achievement Award.

## Filmografi
- 1944 – Farliga flickor
- 1945 – Doll Face
- 1946 – För full musik
- 1948 – I mitt hjärta det sjunger

## Diskografi (urval)
Album (topp 10 på Billboard 200)
- 1955 – So Smooth (#7)
- 1957 – We Get Letters (#8)
- 1957 – Perry Como Sings Merry Christmas Music (#8)

Singlar (topp 10 på Billboard Hot 100)
- 1954 – "Papa Loves Mambo" (#1)
- 1956 – "Juke Box Baby" (#10)
- 1956 – "Hot Diggity (Dog Ziggity Boom)" (#2)
- 1956 – "More" (#9)
- 1957 – "Round and Round" (#1)
- 1958 – "Catch a Falling Star" (#9)
- 1970 – "It’s Impossible" (#10)